# بيتر بال
بيتر بال (بالإنجليزية: Peter Ball)‏ هو عالم عقيدة بريطاني، ولد في 14 فبراير 1932.